# Фізібах
Фізібах (нім. Fisibach) — громада  в Швейцарії в кантоні Ааргау, округ Цурцах.

## Географія
Громада розташована на відстані близько 100 км на північний схід від Берна, 34 км на північний схід від Аарау.
Фізібах має площу 5,8 км², з яких на 8,4% дозволяється будівництво (житлове та будівництво доріг), 43,4% використовуються в сільськогосподарських цілях, 46% зайнято лісами, 2,3% не є продуктивними (річки, льодовики або гори).

## Демографія
2019 року в громаді мешкало 510 осіб (+33,9% порівняно з 2010 роком), іноземців було 31%. Густота населення становила 88 осіб/км².
За віковим діапазоном населення розподілялося таким чином: 24,1% — особи молодші 20 років, 62% — особи у віці 20—64 років, 13,9% — особи у віці 65 років та старші. Було 196 помешкань (у середньому 2,6 особи в помешканні).
Із загальної кількості 112 працюючих 30 було зайнятих в первинному секторі, 19 — в обробній промисловості, 63 — в галузі послуг.